# Poecilodryas albonotata
La petroica gorjinegra (Poecilodryas albonotata) es una especie de ave paseriforme de la familia Petroicidae endémica de montañas de Nueva Guinea.

## Subespecies
- Poecilodryas albonotata albonotata
- Poecilodryas albonotata correcta
- Poecilodryas albonotata griseiventris